# Anagonia scutellata
Anagonia scutellata är en tvåvingeart som först beskrevs av Malloch 1930.  Anagonia scutellata ingår i släktet Anagonia och familjen parasitflugor. Inga underarter finns listade i Catalogue of Life.